# Odder Højskole
Odder Højskole er en dansk grundtvigsk folkehøjskole, beliggende i Odder i Østjylland. Den blev grundlagt i 1889. Skolen har plads til ca. 100 elever og tilbyder 80 forskellige fag. Nuværende forstander er Ingeborg Svennevig, ansat i 2022 fra en stilling som direktør for De kulturhistoriske museer i Holstebro. Ingeborg Svennevig afløste Søren Winther Larsen, som havde været forstander på højskolen i 27 år. 
Højskolen uddeler hvert år højskolekulturprisen Den Gyldne Grundtvig.